# Oreophrynella macconnelli
Oreophrynella macconnelli là một loài cóc trong họ Bufonidae.
Loài này có ở Guyana, Venezuela, và có thể Brasil.
Các môi trường sống tự nhiên của chúng là các khu rừng ẩm ướt đất thấp nhiệt đới hoặc cận nhiệt đới và các khu rừng vùng núi ẩm nhiệt đới hoặc cận nhiệt đới.